# Dolní Hlíny
Dolní Hlíny (německy Unter Hliny) jsou osada, část obce Horní Libochová v okrese Žďár nad Sázavou. Nachází se asi 1 km na severozápad od Horní Libochové. V roce 2009 zde byly evidovány čtyři adresy. V roce 2001 zde trvale žilo 5 obyvatel.
Dolní Hlíny leží v katastrálním území Horní Libochová o výměře 4,6 km2.
Osadu tvoří několik stavení u hráze rybníka Obecník, který je přírodní památkou.

## Galerie

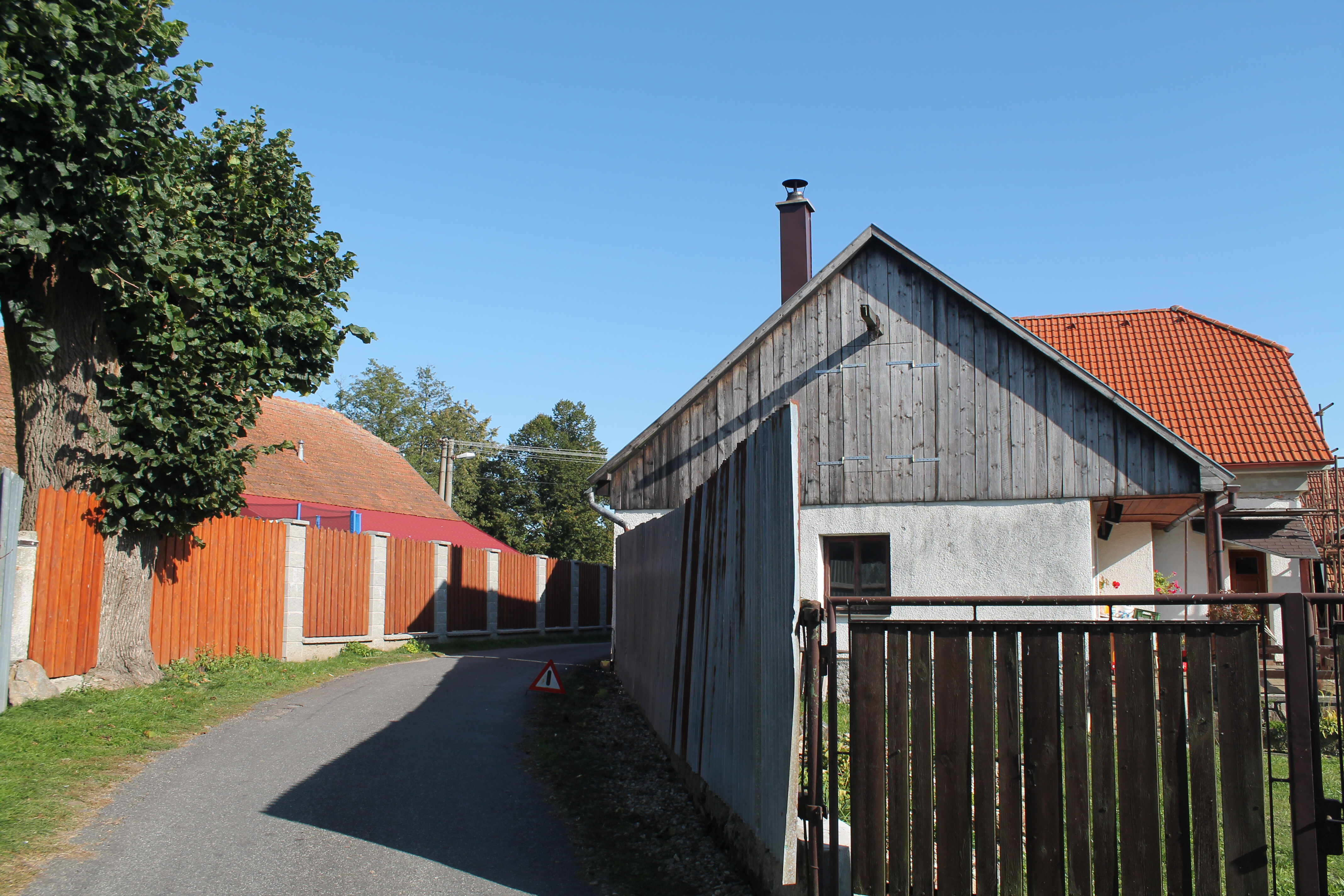
Hlavní ulice
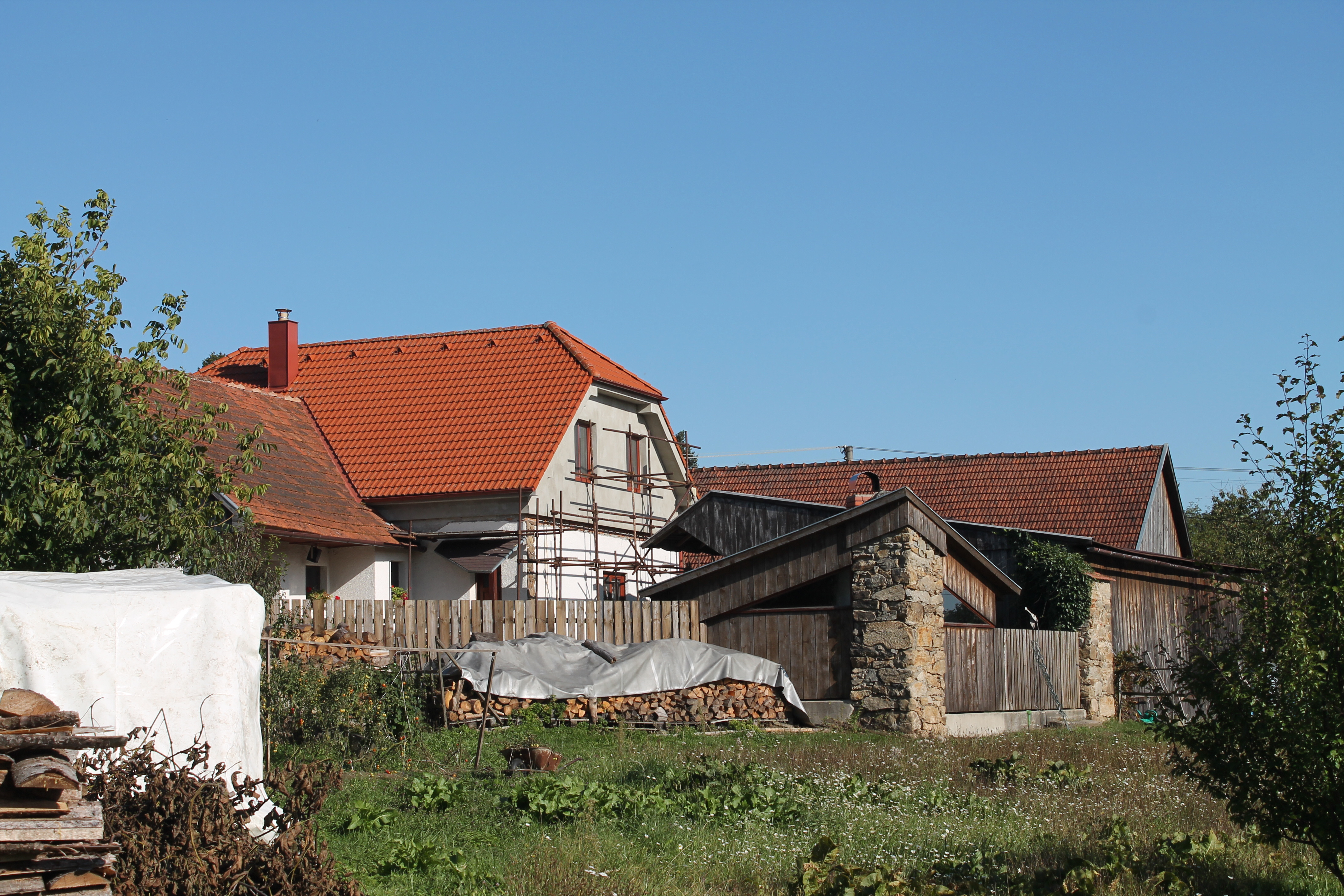
Dům čp. 43
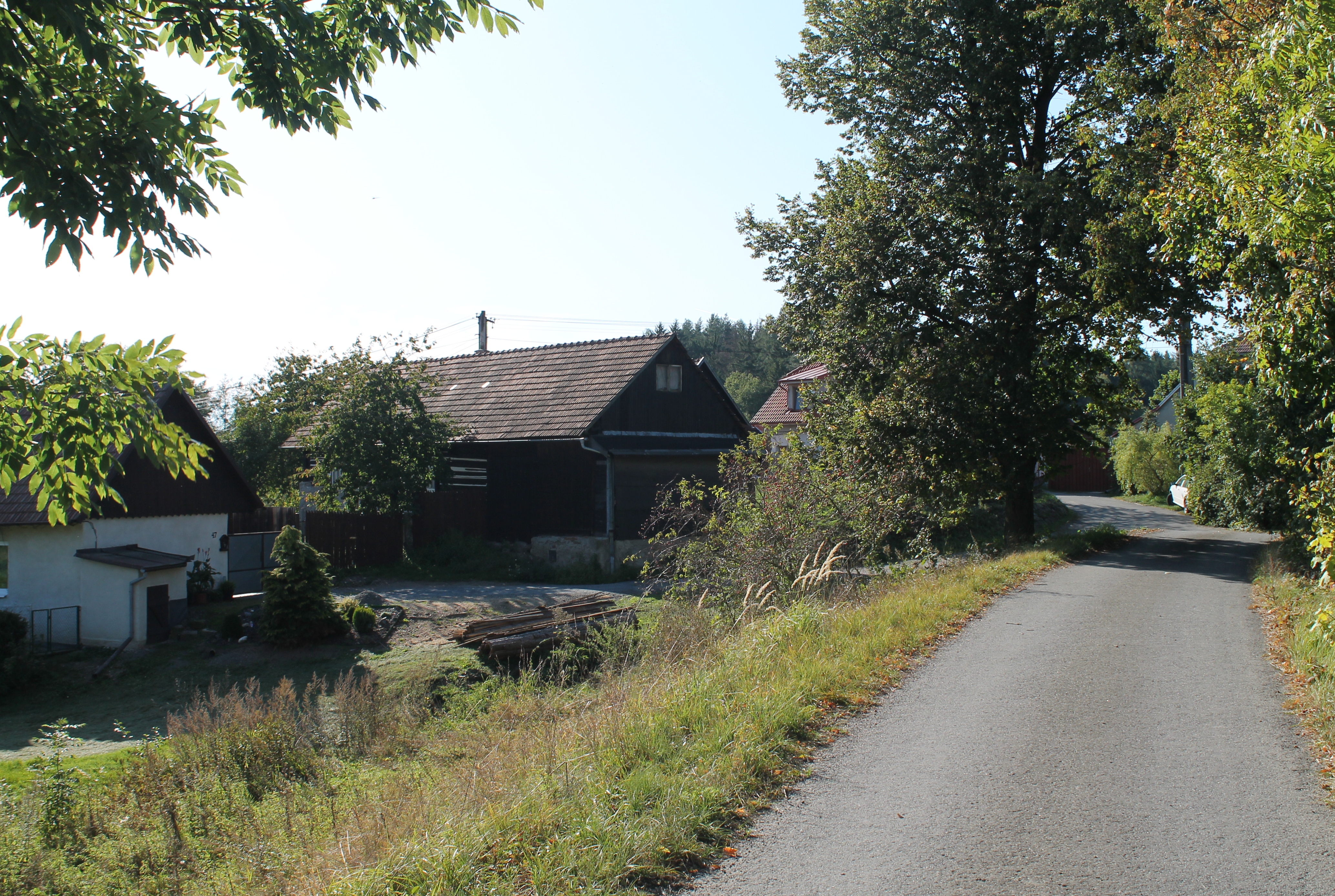
Pohled z hráze Obecníku
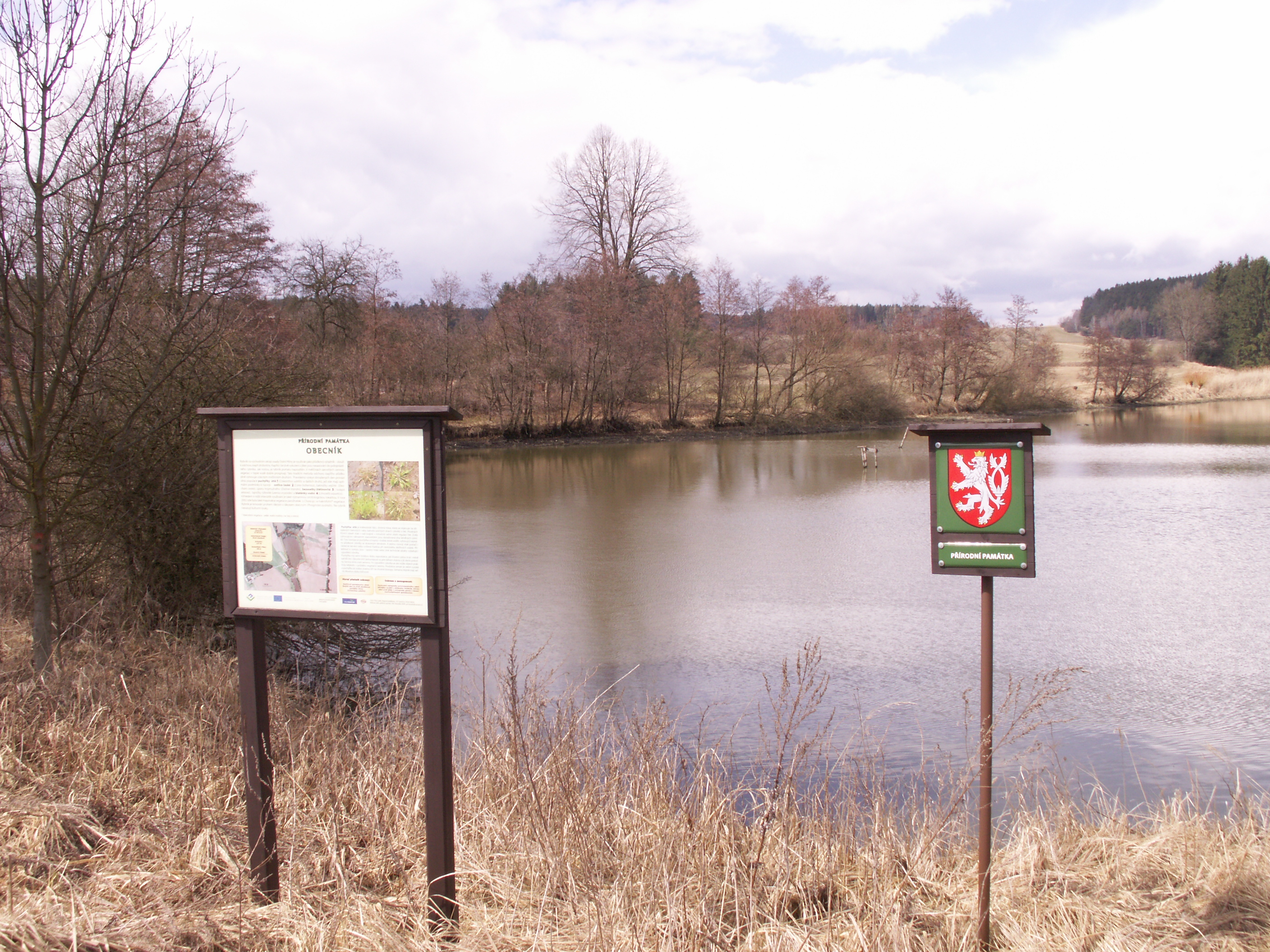
Informační tabule u rybníka Obecník
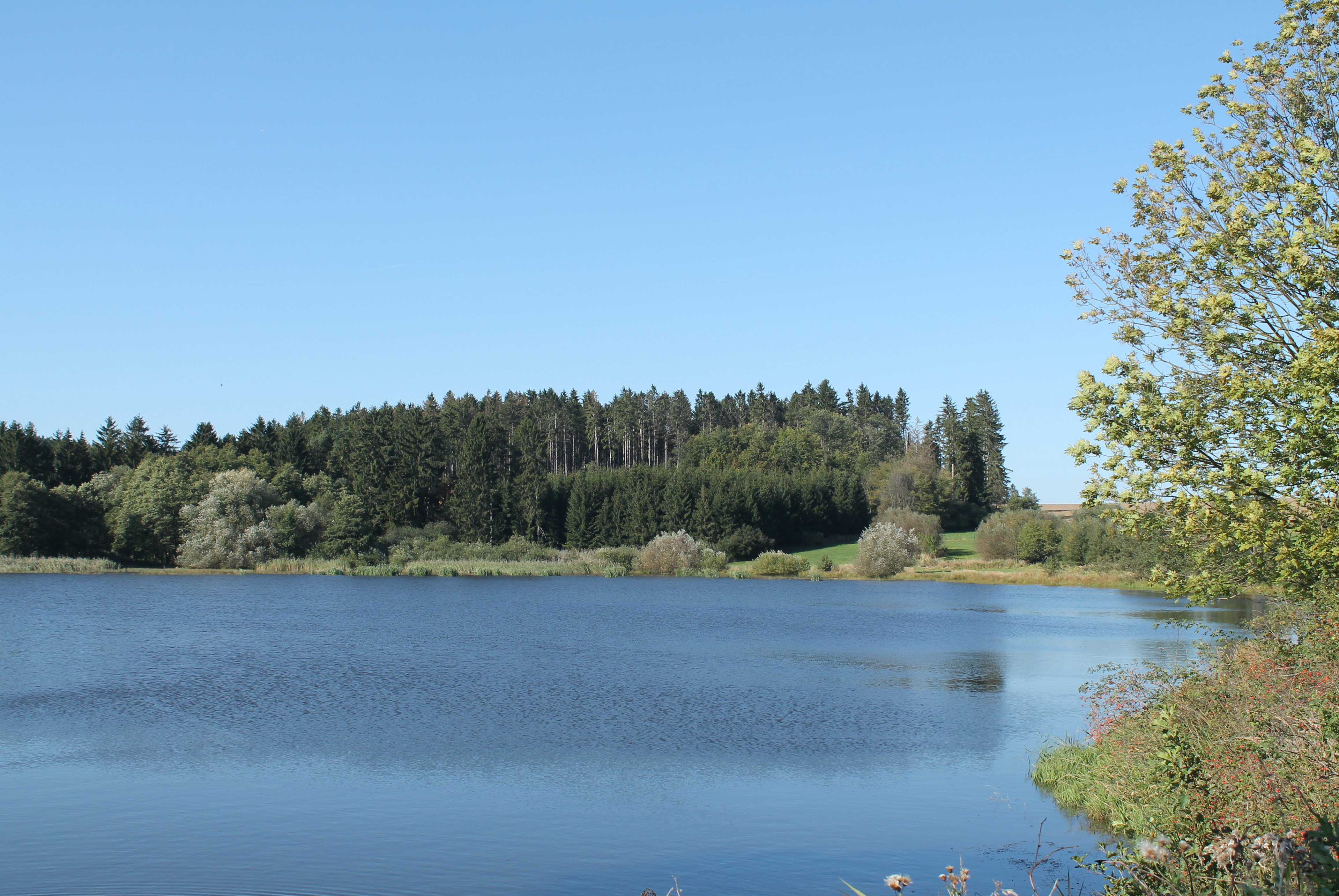
Rybník Obecník